# O heilges Geist- und Wasserbad, BWV 165
O heilges Geist- und Wasserbad, BWV 165 (O, sant baptisme d'aigua i Esperit), és una cantata religiosa de Johann Sebastian Bach per a la festa de la Trinitat, estrenada a Weimar el 16 de juny de 1715.

## Origen i context
El llibret és de Salomo Franck, secretari major i poeta oficial de Weimar, la seva ciutat natal, aparegut en el Evangelisches Andachts-Opfer de l'any 1715, i en el coral final fa ús de la cinquena estrofa de l'himne Nun lasst uns Gott, dem Herrn de Ludwig Helmbold (1575). El text fa referència a l'evangeli del dia Joan (3, 1-15), que narra la conversa entre Jesús i Nicodem, en la que Jesús li digué “En veritat, en veritat t’ho dic: ningú no pot entrar al Regne de Déu si no neix de l'aigua i de l'Esperit”, en al·lusió al baptisme tractat en el llibret de Franck. Tot la informació coneguda indica que aquesta cantata fou interpretada un altre cop, amb petites modificacions, a Leipzig el 4 de juny de 1724, mantenint els mitjans limitats tant instrumentals com de cor, que donen un aire de música de cambra a les cantates de l'època de Weimar. Per a aquest diumenge es conserven altres tres cantates, la BWV 129, BWV 176 i BWV 194.

## Anàlisi
Obra escrita per a soprano, contralt, tenor, baix i cor; corda i baix continu amb fagot. Consta de sis números 
1. Ària (soprano): O heilges Geist- und Wasserbad (O, sant baptisme d'aigua i Esperit)
2. Recitatiu (baix): Die sündige Geburt verdammter Adamserben (L'origen maculat, el malefici dels hereus d'Adam)
3. Ària (conralt): Jesu, der aus großer Liebe (Jesús, que amb el teu amor immens)
4. Recitatiu (baix): Ich habe ja, mein Seelenbräutigam (Sí, a tu, galindoi de la meva ànima)
5. Ària (tenor): Jesu, meines Todes Tod (Jesús, mort de la meva mort)
6. Coral: Sein Wort, sein Tauf, sein Nachtmahl (La seva Paraula, el seu Baptisme, el seu Repàs)

El primer número és una ària de soprano acompanyat de la corda i el continu amb fagot, de fet és una fuga per l'estil i un rondó per la forma. El segon número és un recitatiu secco de baix bastant elaborat, que comença amb un aire tosc i recaragolat sobre Tod und das Verdeben (la mort i la destrucció) i s'amoroseix, més endavant, en cantar la benaurança del cristià Wie selig ist ein Christ (que sortós és el cristià). En el número següent, el contralt canta, en una ària, l'adoració de Jesús amb l'únic acompanyament del continu. El número 4 és un recitativo con stromenti de baix, al límit entre una declamació recitada i un arioso, que arriba al registre més agut a das an dem Kreuz erhölet (que a la creu encimbellada). A l'ària del número 5, el tenor acompanyat pels violins a l'uníson que expressen clarament la simbologia de la serp que Moisès enlairà en el desert, al·ludida en el text. En el coral final, el cor – en la seva única intervenció– canta el text indicat que manté una forta relació amb el contingut del llibret de Franck. Té una durada aproximada de gairebé un quart d'hora.

## Discografia seleccionada
- J.S. Bach: Das Kantatenwerk. Sacred Cantatas Vol. 9. Gustav Leonhardt, Leonhardt-Consort, Tölzer Knabenchor (Gerard Schmidt-Gaden, director), Collegium Vocale Gent (Philippe Herreweghe, director), Tobias Eiwanger (solista del cor), Paul Esswood, Kurt Equiluz, Max van Egmond. (Teldec), 1994.
- J.S. Bach: The complete live recordings from the Bach Cantata Pilgrimage. CD 25: St Magnus Cathedral, Kirkwall; 18 de juny de 2000. John Eliot Gardiner, Monteverdi Choir, English Baroque Soloists, Ruth Holton, Daniel Taylor, Paul Agnew, Peter Harvey. (Soli Deo Gloria), 2013.
- J.S. Bach: Complete Cantatas Vol. 3. Ton Koopman, Amsterdam Baroque Orchestra & Choir, Caroline Stam, Elisabeth von Magnus, Paul Agnew, Klaus Mertens. (Challenge Classics), 2005.
- J.S. Bach: Cantatas Vol. 4. Masaaki Suzuki, Bach Collegium Japan, Aki Yanagisawa, Akira Tachikawa, Makoto Sakurada, Stephan Schreckenberger. (BIS), 1996.
- J.S. Bach: Church Cantatas Vol. 50. Helmuth Rilling, Gächinger Kantorei, Bach-Collegium Stuttgart, Arleen Augér, Alyce Rogers, Kurt Equiluz, Wolfgang Schöne. (Hänssler), 1999.